# Strängnäs
Strängnäs est une ville de Suède, chef-lieu de la commune de Strängnäs dans le comté de Södermanland. Elle compte 12 296 habitants soit environ 40 % de la population totale de la municipalité.
La cathédrale de Strängnäs accueille la dépouille du roi Charles IX qui a régné sur le royaume de Suède de 1604 à 1611.

## Voies de communication
Strängnäs dispose de bonnes communications maritimes et terrestres. Le canal de Södertälje et les canaux approfondis de Mälaren permettent des liaisons maritimes.

### Routes
Le Riksväg 55 (Mälardiagonalen) et l'E20 se croisent à Strängnäs. L'E20 est aux normes autoroutières depuis 2004 et a été éloignée du centre-ville. Il est également prévu d'élargir Riksväg 55 pour en faire une autoroute 2+1 sans intersection. Depuis la construction en 1981 du pont Strängnäs, long de 1 164 mètres, qui enjambe le lac Mälaren à l'ouest de la ville, le trafic de la route 55 a également été détourné du centre-ville, et l'ancien pont tournant Tosteröbron, dans le centre de Strängnäs, a été utilisé à des fins plus locales.

### Services ferroviaires et de bus
En 1895, Strängnäs a été reliée au réseau ferroviaire du pays par la ligne secondaire d'Åkers styckebruk.
La gare de Strängnäs, également connue sous le nom de centre de voyage de Strängnäs, sert de plaque tournante pour les trains et les bus à Strängnäs. Depuis l'achèvement de la ligne ferroviaire Svealand entre Arboga et Södertälje Sud à l'été 1997, la gare de Strängnäs dispose d'une connexion ferroviaire directe avec Stockholm C, entre autres. De 2014 à 2017, d'importants travaux ont été réalisés pour reconstruire le centre de voyage, y compris une deuxième voie ferrée et un bâtiment de gare plus grand qu'auparavant.

## Éducation et formation
La ville compte à la fois des écoles municipales et des écoles indépendantes.
Depuis 2017, il est proposé de fermer les classes préscolaires, les écoles primaires et les centres périscolaires de l'école Fogdö, de l'école Länna, de l'école Härad et de l'école Tosterö. Il est également proposé de mettre fin aux activités des classes 7-9 à Stallarholmsskolan et Karinslundsskolan et de lancer des activités dans les classes préscolaires, les classes 1-3 de l'école primaire et les centres périscolaires à Karinslundsskolan. L'objectif est d'améliorer les résultats de l'apprentissage à l'école et de retenir et recruter des enseignants qualifiés. Le changement devrait être mis en œuvre en 2018 et 2019.

## Centre culturel
Le centre culturel de Strängnäs s'appelle Multeum et abrite une bibliothèque, une salle d'exposition et une salle de spectacle.
Le Strängnäs Drum & Bugle Corps (SDBC) est dirigé par Lars Östlund, qui est également professeur de batterie à Kulturskolan. Le SDBC a participé à plusieurs reprises au Drum Corps International et au Drum Corps Europe. Le Strängnäs Drum & Bugle Corps a également participé à l'interlude du Concours Eurovision de la chanson 2000.
La galerie d'art de Strängnäs présente des expositions d'artistes locaux et autres.
Le groupe punk Strebers, devenu plus tard Dia Psalma, est originaire de Strängnäs.
Le groupe de métal Merciless est également originaire de Strängnäs.

## Coopération internationale
- Konjic (Bosnie-Herzégovine)